# 対馬丸 —さようなら沖繩—
『対馬丸 —さようなら沖繩—』（つしままる さようならおきなわ）は、1982年（昭和57年）に公開された、日本の長編アニメーション映画。太平洋戦争中の1944年（昭和19年）8月に発生した対馬丸沈没事件を題材としている。

## あらすじ
太平洋戦争中の沖縄。仲が良い勇や健治たちと一緒に那覇国民学校に通っている清は、いつかヤマトへ行ってみたいと思っていた。校舎だった建物は兵舎に転用され、今では那覇港の砂糖倉庫が教室になってしまっている。そんなある日、担任の宮里先生はヤマトへの集団疎開について生徒たちに説明し、軍艦に乗って行くので絶対に安全だとも述べた。宮里先生は生徒たちの家を訪ね、生徒の親にも熱心に疎開を勧めた。勇、健治と3人揃ってヤマトへ行けることになった清は飛び上がって喜ぶ。
これは食糧難のための人減らしでもあり、幼い子や年寄りの疎開については、糸数弘子先生が勧め役だった。新城陽子も弘子先生と一緒ならと、いとこの富子と共に疎開へ行くことを決めた。
1944年（昭和19年）8月21日、5,000人の疎開者と見送り人が那覇港に集まり、その時になって乗るのが軍艦ではなく輸送船の「対馬丸」であることがわかった。午後6時35分、対馬丸は砲艦「宇治」、駆逐艦「蓮」に護衛され、和浦丸、暁空丸に続いて出港。翌日には救命胴衣の着用訓練や、縄梯子を使って船艙から甲板へ出る訓練が行われた。
その夜、船員がアメリカ軍の潜水艦の影を発見。ただちに発射された魚雷の回避を試みるが、第三、第四発目の魚雷が命中する。先生たちは駆け回って生徒を叩き起し、船員たちは筏や角材の後に、子どもたちを海へ投げ込んだ。清は健治と合流するが、勇はすでに死んでいた。二人で海へ飛び込んだ後、清は筏につかまるが、浮かび上がった健治は死体となっていた。対馬丸は沈没していき、護衛艦や他の船も、潜水艦の狙い撃ちを避けて去っていった。
一方で陽子も筏に乗せてもらうことができたが、一緒に来たタケばあちゃんや富子の姿はなかった。宮里先生は妻と幼い娘の京子と共に筏に乗るが、夜になり京子は凍え死んだ。
清の筏は漂流ののち漁船に救助され、陽子の筏は奄美大島の宇検村に辿り着く。入江には大量の死体が流れ着いていた。陽子は弘子先生と邂逅し、収容された鹿児島市立病院で宮里先生に出会う。宮里先生は自分の娘を含め、子どもたちは戦死したと自分に言い聞かせていると弘子先生に言った。
対馬丸沈没の事実は隠蔽され、清たちは憲兵に引率されて島へ戻ったが、他人に喋ればスパイ行為であり銃殺刑だと憲兵に言い渡された。周囲の人に事情を聞かれ、健治や勇たちはどうしたのかと尋ねる母にも清は何も話すことができず、押し入れに入り溢れる涙で襖に「しんだ」と書いた。
1ヶ月後の10月10日朝、町が空襲を受け、清を庇って父が死亡する。家は崩れ落ち、母を支えて清は裏山の墓へと逃げ込む。那覇市全体が炎に包まれているのを見ながら、清は絞り出すようにようやく「対馬丸は沈んだんだ。健ちゃんも勇ちゃんも、みんな死んじゃったんだよ」と母に告げるのだった。
（出典:）

## 登場人物
- 具志堅 清（14歳） - 主人公。那覇国民学校に通っており、父の英俊（42歳）と母のマサ（37歳）と共に暮している。身体が弱い。対馬丸への乗船や縄梯子の訓練でも、臆病な性格が強調されている。数少ない生還者の一人となったが、十・十空襲で父と家を失う。
- 比嘉 健治（14歳） - 清の友人。家族はサンゴ石灰取りを生業とする父の健長（45歳）が登場する。他にきょうだいが4人おり、兄の一人は大分の軍需工場で働いている。沈む対馬丸から清と共に海へ飛び込んだ際に死亡した。

- 阿波根 勇（14歳） - 清の友人。家族は母のミツ（40歳）が登場する。魚雷の衝撃で頭を打ち、船上で死亡した。

- 新城 陽子（10歳） - 安波国民学校に通う少女。家族はタケ、昭男、富子のほか、母の貞子（37歳）、高等女学校に通う姉の芳子（15歳）が登場する。親族3人を失うが、生還後に指の切断の可能性を告げられても物怖じしないなど、毅然とした性格の持主として描かれる。

- 新城 タケ（70歳） - 陽子の祖母。弘子の集団疎開の勧誘に「絶対疎開なんかしない」「沖繩から、動かんど」と言っていたが、最後には陽子や富子に付き添って行くことに決めた。対馬丸沈没後行方不明となり、芳子、富子と共に死亡したものとみられる。

- 新城 昭男（12歳） - 陽子の兄。同じく安波国民学校に通っている。アメリカ軍の潜水艦の潜望鏡を最も早く見つけて兵隊に報告したが、信用されなかった。鹿児島市立病院に彼らしき松葉杖の少年が現れるが、声を掛けた陽子に反応せず去っていった。

- 新城 富子（10歳） - 陽子の従妹。安波国民学校に通っている。陽子からは「トンちゃん」と呼ばれている。対馬丸沈没後行方不明となり、タケ、芳子と共に死亡したものとみられる。

- 宮里 宗信（35歳） - 那覇国民学校の教師。屋良校長から、対馬丸の集団疎開の総指揮者に任命された。妻の光枝（33歳）、娘の京子（8歳）がいたが、京子は漂流中に凍死した。

- 糸数 弘子（20歳） - 安波国民学校の教師。陽子、富子に慕われている。対馬丸では医務室の看護婦を務めた[注 2]。生還者の一人。

- 屋良 徳正（57歳） - 那覇国民学校の校長。沈没事件後、問い合わせが殺到している旨を市長に相談するも「各校で処理したまえ」と突っぱねられる。

- 大村 少尉（28歳） - 対馬丸輸送指揮官。危険水域においてジグザグコースでの航行を主張する船長に対し、直線コースでの水域突破を主張した。安否は不明。

（出典:）

## 原作『対馬丸』
本映画は、大城立裕・嘉陽安男・船越義彰共著のノンフィクション『対馬丸』を原作としている。本作品は対馬丸遭難者遺族会の委嘱によるもので、ほぼ全編を生存者からの聞き書きにより執筆された。
元版は1961年（昭和36年）に『悪石島――疎開船学童死のドキュメント』として文林書房で出版され、1975年（昭和45年）には『悪石島――学童疎開船対馬丸の悲劇』としておりじん書房で再刊されたが、いずれもすぐに絶版となり、極めて少部数が読まれたのみであったという。宇田川はインタビューで「先生に聞くと最初が三千で、次に五千刷ったらしいのですが、出版社がすぐつぶれて、どちらも印税を貰わなかったという話です（笑い）。こんど理論社から出したのはその復刻版なんですが（中略）こんどはじめて印税がはいるってよろこんでおられました」と述べている。
映画が公開された1982年（昭和57年）に全面的に改稿、『対馬丸』と改題されて理論社より出版され、現在に至っている。大城らは連名のあとがきで、「たんに少年少女の漂流記だけを書いていたのでは、冒険談に堕しかねない。（中略）親や教師や子の立場や境遇や、心情、そして国の姿勢を克明に描いてこそ、事件の歴史的、構造的な意味を明らかにし、何かを問うことができる。私たちは初版においても、対馬丸事件の歴史的全貌について、できるだけ感傷を排して事実を伝えることにつとめた」と記している。
大城は本映画製作に際しても深く関わり、宇田川は大城について「一度質問をしたり、草稿ができてコピーをお送りしますと、かならず懇切丁寧な答えと意見を送ってくださるんですね」と回顧している。大城からの唯一の注文はやはり「感傷的に描いてくれるな」というものであったという。

### アニメ絵本
本映画は1982年（昭和57年）に、理論社でアニメ絵本が出され、1987年（昭和62年）にはフォア文庫で文庫化された。原作者の大城はフォア文庫版に寄せた解説で、戦争について「当時の大人たちもみなそのことを後悔していますが、当時は生き甲斐のようなものを感じていました。（中略）結果から見れば、たしかにかわいそうなことをしたといえますが、動機としては誇り高いものがあったのです。しかし、対馬丸で命を失った子どもたちには、その自覚がありませんでした。これが、一番痛ましく思われます」と記している。また、今日の平和運動は残酷さばかりを強調しており、そのことに感心しないとした上で、「戦争をほんとうに憎むには、心の底にやさしいものを築いていなければなりません」としている。

## 制作

### 戦争アニメの着想
プロデューサーを務めた宇田川東樹は、本作品の以前に同じく戦争をテーマとしたアニメーション映画『象のいない動物園』を制作している。この作品は、当初企画会議でファンタジックなものを考えていたものの上手くいかず、原点へ返って、映画界でいうところの「実録路線」をやってみようということから動き出したものであった。
『象のいない動物園』を機に、宇田川は「もう一歩さきに進めて、戦争を見つめたくなった」といい、当初は『まんが日本昔ばなし』のような形の、東京大空襲、原爆、満洲からの引揚げ、沖縄の話、という15分ずつのオムニバス四つを組合せた作品として構想していた。しかし、沖縄の子どもたちのエピソードを探していて対馬丸の話に出会ったとき、「これはとても15分のエピソードでは伝えられない。もっと時間をかける必要がある」と思ったという。
宇田川が対馬丸の事件を知ったのは、池宮城秀意著『戦争と沖縄』（1980年、岩波書店）だった。その後に資料を集める中で「もうすこし何か足りないところ」があると考えていた宇田川は、大城らの『対馬丸』の存在を知り、この資料にも当たりたいと考えたが、当時の時点ですでに非常に入手困難な書籍であった。そこで大城に直接手紙を出し、貸してもらうことを依頼したという。借りた『対馬丸』を読んだ大城は、沖縄の生活や現状が「たいへんクールに書かれている」と感じ、伊藤正昭に「まず沖縄の人と話してみないか」と言われた際も、「ぜひともおねがいします」と即答した。 
また、宇田川はどうしても対馬丸で映画を作りたいと考えて映画会社を渡り歩いたものの、「『二百三高地』とか『連合艦隊』とかが当たっているときに、なんで子どもが八百人も死ぬ映画をつくんなきゃいけないの、そういうものをつくっても子どもたちは見ないんじゃないか」といった反応で、テレビ局からも芳しい反応は得られなかったという。映画は最終的に「映画『対馬丸』を成功させる会」が4万人のカンパを集めて制作された。

### 登場人物のモデル
宇田川は資料から「あれだけの大事件ですが一人ひとりにとってみると記憶に残ってることはひとつのこと」ということに気付いたという。例として、主人公である清のモデルになった人物は憲兵隊に呼ばれたことしか書いておらず、「おそらく彼にとっては漂流のことを忘れるくらいそのことが恐かったんだと思います」と語っている。
シナリオの中で最も問題になったのは、新城陽子の扱いについてだった。モデルとなった人物は最も記憶が確かで細かなことを覚えており、取材を受けたのちに言い足りなかったことを文章に書き記し、大城へ送ることもしていた。「それが非常にていねいに書かれていた」ために登場人物の一人に設定したかったが、彼女は那覇の疎開児童ではなく、一般疎開者と共に乗船していた北部の人物であるため、「メインの疎開児童のほかにそういう人たちの話を加えると話が複雑になってたいへんだ」という懸念もあった。だが最終的には「実際には対馬丸というのはそれだけ大きくて、1600余人の乗船者のなかにはいろんな人がいたわけですから、あまり小さくまとめちゃうと事件のスケールが出ない」ということで、陽子とその家族の話を入れることとなった。
宮里先生のモデルとなった人物はすでに故人であったが、沖縄の人々からは「実際はたいへん尊敬すべき人物」という評価で、沈没事件後の「私は教育者としての信念は間違っていないと今でも思っています」という台詞については「非常にいい先生なんだから教え子を失なったあとにああいうことは言わない。やめてほしい」という意見が出たため、かなり議論になったという。これも最後には「みんながいい先生でいい人ばかりだと戦争は起きないんじゃないか」「すべて軍隊が悪かった、日本の政府が悪かったということでは解決しない。（中略）子どもたちの安全が保障できないまま連れていかざるをえなかったことの意味もわかってもらう必要がある」との判断から台詞は残された。

## 作品データ
作品は、1982年（昭和57年）10月24日に公開された。上映時間は70分、配給はヘラルド映画。
エンドロールでは実際の対馬丸事件の被害者の氏名・年齢・学校名が流れるという他に類をみない演出がなされている。

### 声の出演
- 清：田中真弓
- 健治：丸山裕子
- 勇：安達忍
- 宮里：安原義人
- マサ：牧野和子
- ミツ：瀬能礼子
- タケ：沼波輝枝
- 陽子：小林優子
- 富子：森沢早苗
- 昭男：伊沢弘
- 芳子：頼慶子
- 光枝：中山愛子
- 大村大尉：村越伊知郎
- 炊事係：阪脩
- 船長：二見忠男
- 軍医：池水通洋
- 屋良校長：槐柳二
- 市長：納谷悟朗
- 弘子：酒井ゆきえ
- 英俊：熊倉一雄

### スタッフ
- 原作：大城立裕
- 監督：小林治
- プロデューサー：伊藤正昭、宇田川東樹
- 美術：清水利
- 作画監督：芝山努、山田みちしろ、河内日出夫
- 音響監督：田代敦巳
- 音楽：槌田靖識
- 主題歌：伊藤薫
- 歌：KEI
- 音響効果：柏原満
- 色彩設定：淡谷瑠美子
- 撮影：ぎゃろっぷ
- 編集：古川雅士
- 制作担当：藤田健
- 制作資料：嘉陽安男、船越義彰
- 文芸協力：謝名元慶福
- 企画：映画センター沖繩連絡会議
- 制作：対馬丸製作委員会
- 製作協力：映画『対馬丸』を成功させる会
- 協力：対馬丸遭難者遺族会

（出典:）